# Serenissima
Serenissima (построено как Harald Jarl (1960–2003), ранее Andrea (2003–2012)) — семипалубное малое круизное судно ледового класса 1A для совершения круизов в полярных регионах, среди усеянных островами архипелагов и в устьях больших рек. Построено на верфи Trondhjems Mekaniske Verksted  в Тронхейме в Норвегии и передано заказчику в 1960 году. Эксплуатируется круизной компанией Serenissima Cruises.

## История судна
Пассажирское судно под строительным номером 244 было спущено на воду 29 января 1960 года и первоначально предназначалось для перевозки 600 пассажиров. 20 июня 1960 года судно под названием Harald Jarl было передано заказчику и стало первым с 1942 года регулярным судном компании Hurtigruten построенным в Норвегии. 23 июня 1960 года судно под управлением тронхеймского оператора Det Nordenfjeldske Dampskibsselskab (NFDS) приступило к работе на линии Берген — Киркенес. В 1985 году управление перешло к оператору Troms Fylkes Dampskibsselskap (TFDS). В 1989 году порт приписки Тронхейм сменился на Тромсё. В конце 2001 года судно было продано судоходной компании  Elegant Cruise Line. После перестройки судна в круизное в 2002 и 2003 годах на шведских и финских верфях в 2003 году судно было переименовано в Andrea и поставлено под удобный либерийский флаг. Портом приписки стала Монровия. Судно совершало круизы по Средиземному морю и в Антарктиду. Мировой финансовый кризис положил конец успешному бизнес-проекту и в 2009 году судно было поставлено на хранение в порту Сплит в Хорватии. В ходе аукциона в 2012 году судно было приобретено вновь образованной компанией Premier Cruises под управлением президента компании Volga Dream Cruises Владимира Есакова со штаб-квартирой в Мариехамне в Финляндии, которая поставила его под флаг островного государства Сент-Винсент и Гренадины.
- Harald Jarl в Тронхейме в 1989 году
- Andrea и Monet в Сплите в 2011 году